# La Fajolle
La Fajolle  (ou Lafajole ou La Fageolle, en catalan ou occitan La Fajòla) est une commune française située dans le Sud-Ouest du département de l'Aude, en région Occitanie.
Sur le plan historique et culturel, la commune fait partie du Pays de Sault, un plateau situé entre 990 et 1 310 mètres d'altitude fortement boisé. Exposée à un climat océanique altéré, elle est drainée par le Rébenty et par divers autres petits cours d'eau. le « pays de Sault » et le « bassin du Rebenty »[Quoi ?].
La Fajolle est une commune rurale qui compte 13 habitants en 2022, après avoir connu un pic de population de 420 habitants en 1851. Ses habitants sont appelés les Fajollois ou Fajolloises.

## Géographie

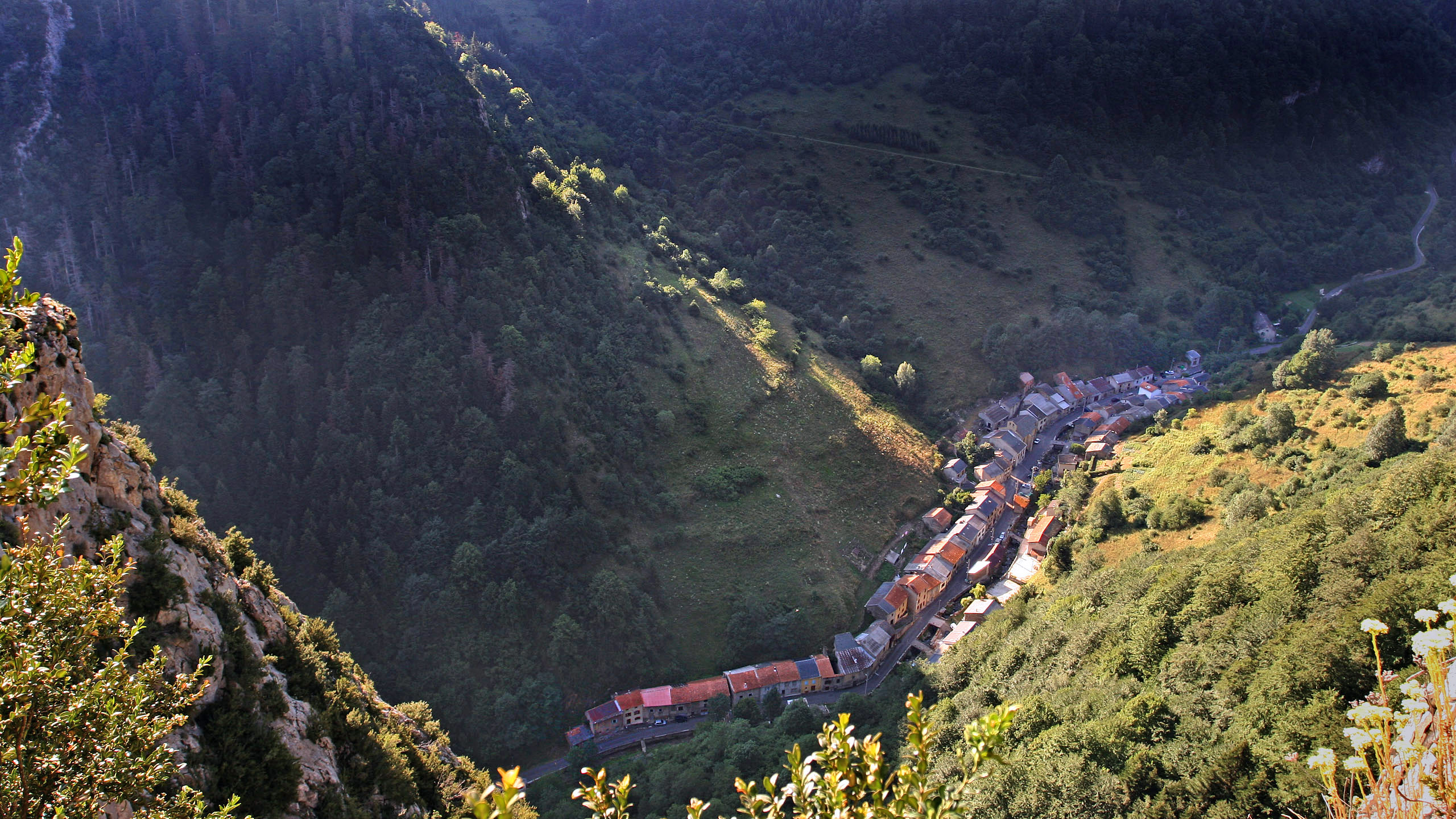
Une vue en contreplongée de La Fajolle.

### Localisation
La commune de La Fajolle, entourée de sapins et d'estives, est située dans les gorges du Rébenty — un affluent de l’Aude — qui entaillent le haut plateau calcaire du pays de Sault.
La commune est limitrophe avec le département de l’Ariège accessible en été par le col du Pradel (1 673 mètres) qui ouvre une route vers Ax-les-Thermes par la commune riveraine d'Ascou.

### Communes limitrophes
Les communes limitrophes sont  Ascou, Mijanès, Mérial et Sorgeat.
|                  | Mérial         |                  |
| Sorgeat (Ariège) | La Fajolle     |                  |
|                  | Ascou (Ariège) | Mijanès (Ariège) |

### Géologie et relief
La Fajolle se situe en zone de sismicité 3 (sismicité modérée).

### Hydrographie
La commune est dans la région hydrographique « Côtiers méditerranéens », au sein du bassin hydrographique Rhône-Méditerranée-Corse. Elle est drainée par le Rebenty, Rec des Clots, Rec du Pradel, le ruisseau de Font d'Argens et le ruisseau des Mouillères, qui constituent un réseau hydrographique de 13 km de longueur totale,.

### Climat
Pour des articles plus généraux, voir Climat de l'Occitanie et Climat de l'Aude.
En 2010, le climat de la commune est de type climat océanique altéré, selon une étude s'appuyant sur une série de données couvrant la période 1971-2000. En 2020, Météo-France publie une typologie des climats de la France métropolitaine dans laquelle la commune est exposée à un climat de montagne ou de marges de montagne et est dans la région climatique Pyrénées orientales, caractérisée par une faible pluviométrie, un très bon ensoleillement (2 600 h/an), un air sec, particulièrement en hiver et peu de brouillards.
Pour la période 1971-2000, la température annuelle moyenne est de 7,8 °C, avec une amplitude thermique annuelle de 15 °C. Le cumul annuel moyen de précipitations est de 909 mm, avec 10,1 jours de précipitations en janvier et 6,6 jours en juillet. Pour la période 1991-2020, la température moyenne annuelle observée sur la station météorologique la plus proche, située sur la commune de Belcaire à 5 km à vol d'oiseau, est de 9,8 °C et le cumul annuel moyen de précipitations est de 1 032,4 mm,. Pour l'avenir, les paramètres climatiques de la commune estimés pour 2050 selon différents scénarios d'émission de gaz à effet de serre sont consultables sur un site dédié publié par Météo-France en novembre 2022.

## Urbanisme

### Typologie
Au 1er janvier 2024, La Fajolle est catégorisée commune rurale à habitat très dispersé, selon la nouvelle grille communale de densité à 7 niveaux définie par l'Insee en 2022.
Elle est située hors unité urbaine et hors attraction des villes,.

### Occupation des sols
L'occupation des sols de la commune, telle qu'elle ressort de la base de données européenne d’occupation biophysique des sols Corine Land Cover (CLC), est marquée par l'importance des forêts et milieux semi-naturels (100 % en 2018), une proportion identique à celle de 1990 (100 %). La répartition détaillée en 2018 est la suivante : 
forêts (67,4 %), milieux à végétation arbustive et/ou herbacée (32,6 %). L'évolution de l’occupation des sols de la commune et de ses infrastructures peut être observée sur les différentes représentations cartographiques du territoire : la carte de Cassini (XVIIIe siècle), la carte d'état-major (1820-1866) et les cartes ou photos aériennes de l'IGN pour la période actuelle (1950 à aujourd'hui).

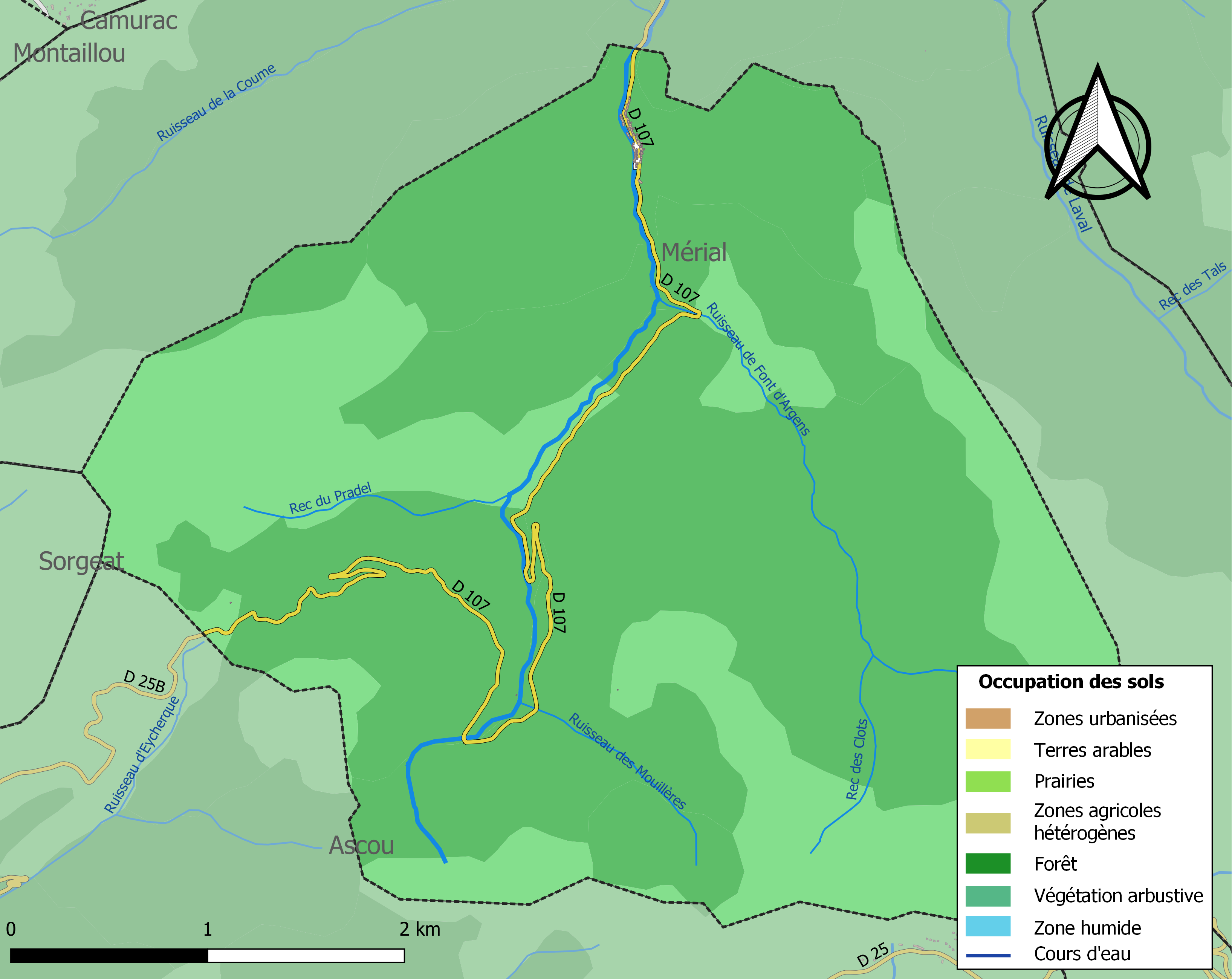
Carte des infrastructures et de l'occupation des sols de la commune en 2018 (CLC).

### Risques majeurs
Le territoire de la commune de La Fajolle est vulnérable à différents aléas naturels : météorologiques (tempête, orage, neige, grand froid, canicule ou sécheresse) et séisme (sismicité modérée). Il est également exposé à un risque particulier : le risque de radon. Un site publié par le BRGM permet d'évaluer simplement et rapidement les risques d'un bien localisé soit par son adresse soit par le numéro de sa parcelle.

#### Risques naturels

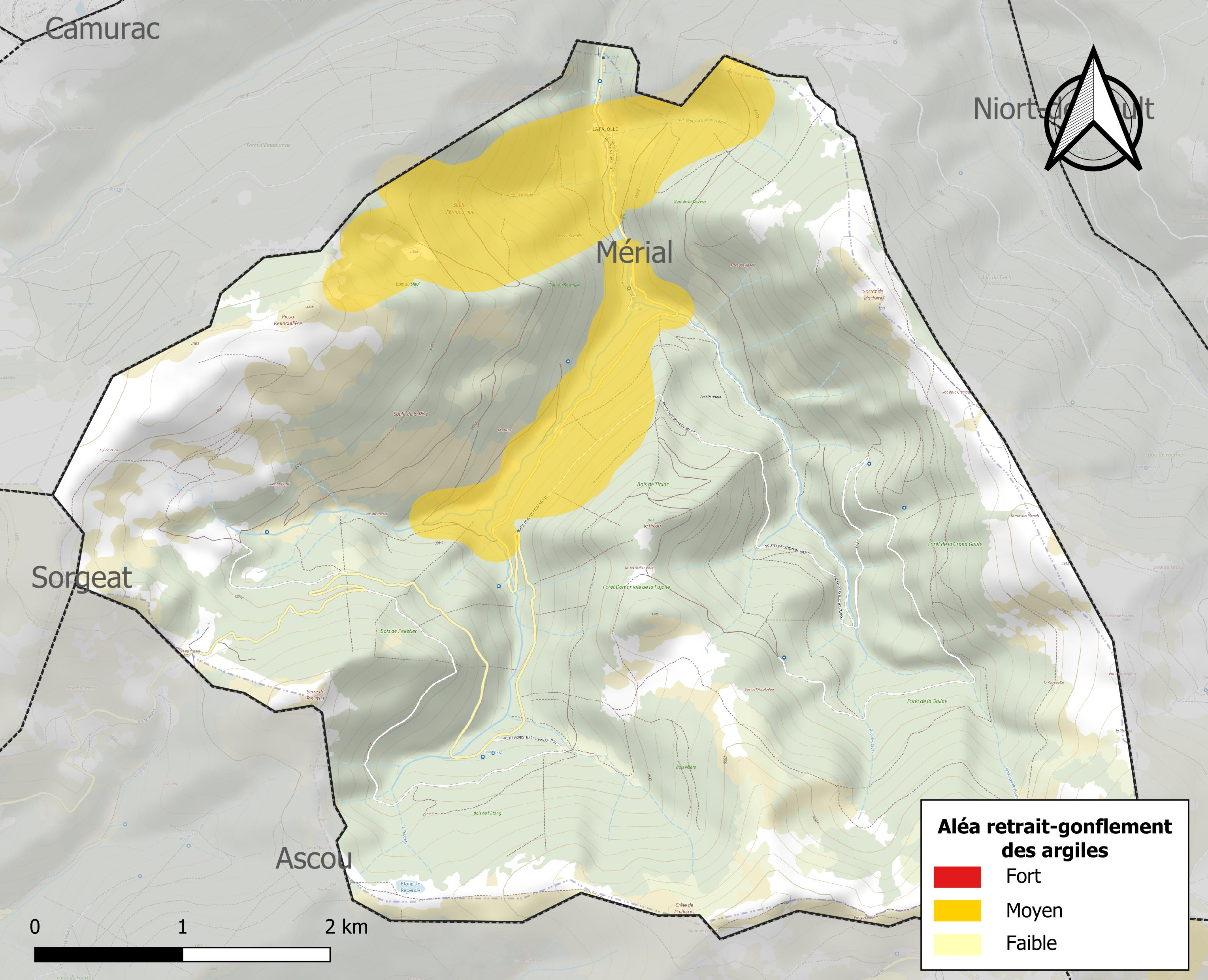
Carte des zones d'aléa retrait-gonflement des sols argileux de La Fajolle.

Le retrait-gonflement des sols argileux est susceptible d'engendrer des dommages importants aux bâtiments en cas d’alternance de périodes de sécheresse et de pluie. 12,6 % de la superficie communale est en aléa moyen ou fort (75,2 % au niveau départemental et 48,5 % au niveau national). Sur les 67 bâtiments dénombrés sur la commune en 2019, 65 sont en aléa moyen ou fort, soit 97 %, à comparer aux 94 % au niveau départemental et 54 % au niveau national. Une cartographie de l'exposition du territoire national au retrait gonflement des sols argileux est disponible sur le site du BRGM,.

#### Risque particulier
Dans plusieurs parties du territoire national, le radon, accumulé dans certains logements ou autres locaux, peut constituer une source significative d’exposition de la population aux rayonnements ionisants. Certaines communes du département sont concernées par le risque radon à un niveau plus ou moins élevé. Selon la classification de 2018, la commune de La Fajolle est classée en zone 3, à savoir zone à potentiel radon significatif.

## Histoire

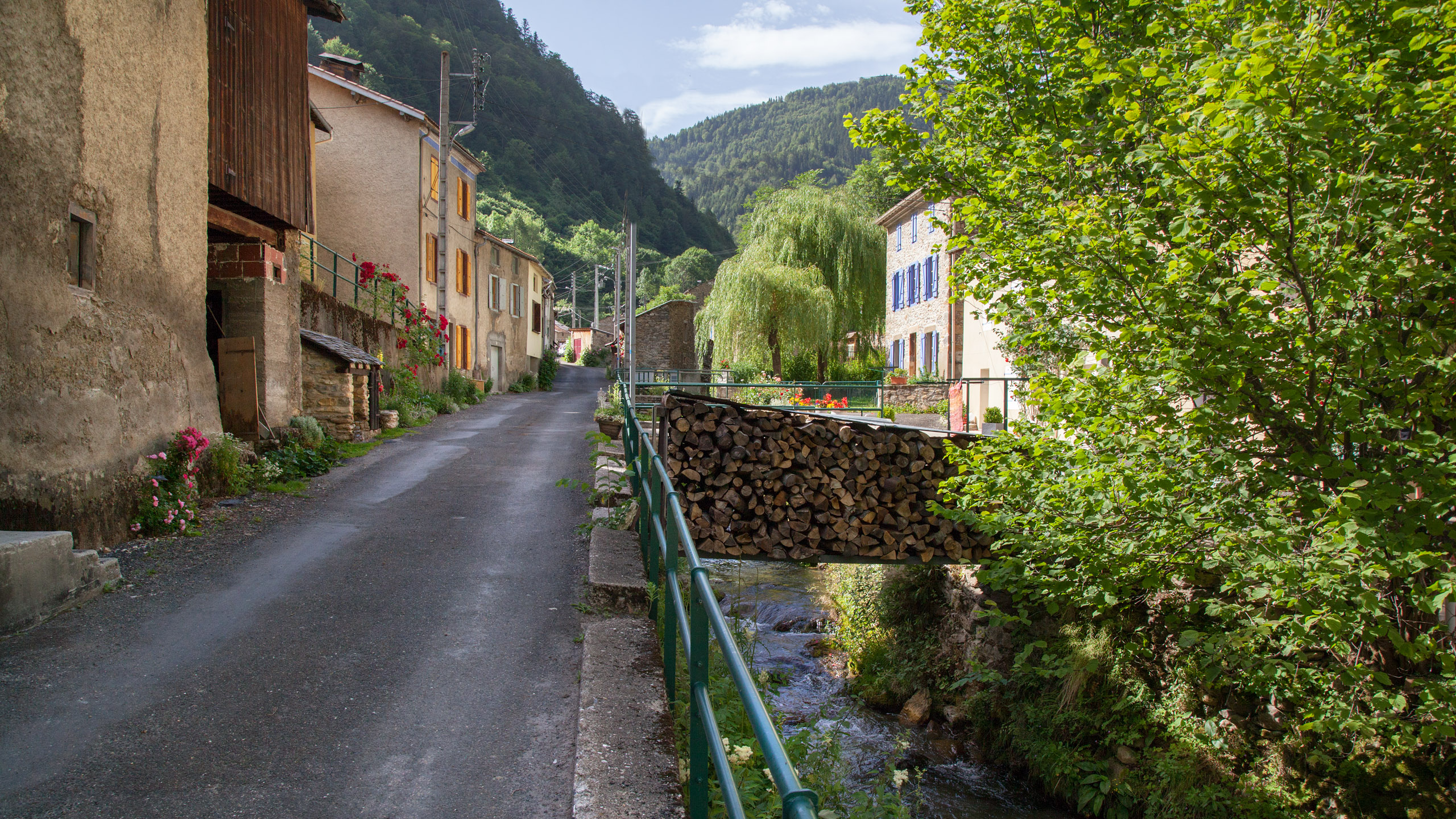
La rue principale.

L’occupation humaine de la vallée du Rébenty et de ses abords immédiats est très ancienne.
Les premières traces d’habitat ont été retrouvées, sur les hauteurs du cours de la rivière, dans la grotte de Belvis qui abrita un groupe de chasseurs du Paléolithique supérieur entre 34 000 et 36 000 ans avant notre ère. Durant l’Antiquité, la contrée fut rattachée à la province romaine de Gaule narbonnaise, mais c’est la période suivant la désagrégation de l’Empire romain qui a laissé la plus forte empreinte. En effet, les Wisigoths, un des nombreux peuples barbares installés en Occident, dominèrent l’actuel Languedoc-Roussillon appelé Septimanie pendant plus de deux siècles et demi (de la fin du Ve jusqu'au début VIIIe siècle, c’est-à-dire de l’achèvement de la conquête du Sud de la Gaule par Euric en 476 à l’invasion arabe de 719). Ce peuple, qui régnait aussi sur une bonne partie de la péninsule Ibérique, fit de la vallée du Rébenty un pivot de la défense de son territoire car celle-ci constituait la frontière entre ses terres et les royaumes francs. De puissants ouvrages fortifiés furent édifiés comme le château d’Aniort, près de l’actuel village de Niort-de-Sault, celui de Castelpor appelé également Castrum Porti entre Marsa et Joucou ainsi qu’une tour entre Joucou et Belfort-sur-Rebenty, aujourd’hui connue sous le nom de château d’Able.
Après la reconquête de la Septimanie par Pépin le Bref achevée en 759, la vallée du Rébenty fut intégrée successivement au royaume d’Aquitaine, au comté de Barcelone, au comté de Carcassonne, au comté de Toulouse avant de devenir possession du royaume de France en 1271. C’est au début de cette période tumultueuse (à la fin du VIIIe siècle), probablement, que fut fondée l’abbaye de Joucou dont dépendaient de nombreuses églises de la vallée jusqu’à son déclin à la fin du Moyen Âge.

## Politique et administration

### Découpage territorial
La commune de Fajolle est membre de la communauté de communes des Pyrénées audoises , un établissement public de coopération intercommunale (EPCI) à fiscalité propre créé le 30 mai 2013 dont le siège est à Quillan. Ce dernier est par ailleurs membre d'autres groupements intercommunaux.
Sur le plan administratif, elle est rattachée à l'arrondissement de Limoux, au département de l'Aude, en tant que circonscription administrative de l'État, et à la région Occitanie.
Sur le plan électoral, elle dépend du canton de la Haute-Vallée de l'Aude pour l'élection des conseillers départementaux, depuis le redécoupage cantonal de 2014 entré en vigueur en 2015, et de la troisième circonscription de l'Aude  pour les élections législatives, depuis le redécoupage électoral de 1986.

### Liste des maires
| Période                                  | Période  | Identité           | Étiquette | Qualité |
| ---------------------------------------- | -------- | ------------------ | --------- | ------- |
| mars 2001                                | 2014     | Michel Authier     | SE        |         |
| mars 2014                                | En cours | Marc San Francisco | SE        |         |
| Les données manquantes sont à compléter. |          |                    |           |         |

## Démographie
L'évolution du nombre d'habitants est connue à travers les recensements de la population effectués dans la commune depuis 1793. Pour les communes de moins de 10 000 habitants, une enquête de recensement portant sur toute la population est réalisée tous les cinq ans, les populations de référence des années intermédiaires étant quant à elles estimées par interpolation ou extrapolation. Pour la commune, le premier recensement exhaustif entrant dans le cadre du nouveau dispositif a été réalisé en 2008.

En 2022, la commune comptait 13 habitants, en évolution de +30 % par rapport à 2016 (Aude : +2,65 %, France hors Mayotte : +2,11 %).
| 1793 | 1800 | 1806 | 1821 | 1831 | 1836 | 1841 | 1846 | 1851 |
| ---- | ---- | ---- | ---- | ---- | ---- | ---- | ---- | ---- |
| 365  | 371  | 409  | 372  | 373  | 412  | 410  | 408  | 420  |

| 1856 | 1861 | 1866 | 1872 | 1876 | 1881 | 1886 | 1891 | 1896 |
| ---- | ---- | ---- | ---- | ---- | ---- | ---- | ---- | ---- |
| 325  | 340  | 360  | 364  | 342  | 312  | 294  | 282  | 294  |

| 1901 | 1906 | 1911 | 1921 | 1926 | 1931 | 1936 | 1946 | 1954 |
| ---- | ---- | ---- | ---- | ---- | ---- | ---- | ---- | ---- |
| 269  | 252  | 229  | 179  | 147  | 130  | 108  | 93   | 74   |

| 1962 | 1968 | 1975 | 1982 | 1990 | 1999 | 2006 | 2008 | 2013 |
| ---- | ---- | ---- | ---- | ---- | ---- | ---- | ---- | ---- |
| 58   | 48   | 29   | 20   | 12   | 10   | 13   | 14   | 10   |

| 2018 | 2022 | - | - | - | - | - | - | - |
| ---- | ---- | - | - | - | - | - | - | - |
| 12   | 13   | - | - | - | - | - | - | - |

Moins de vingt personnes vivent aujourd’hui à La Fajolle de façon permanente, mais, par le biais des résidences secondaires et des possibilités de gîtes, ce chiffre peut atteindre deux cents personnes en été.

## Économie

### Emploi
|                | 2008   | 2013   | 2018   |
| -------------- | ------ | ------ | ------ |
| Commune        | 0 %    | 0 %    | 12,5 % |
| Département    | 10,2 % | 12,8 % | 12,6 % |
| France entière | 8,3 %  | 10 %   | 10 %   |

En 2018, la population âgée de 15 à 64 ans s'élève à 8 personnes, parmi lesquelles on compte 50 % d'actifs (37,5 % ayant un emploi et 12,5 % de chômeurs) et 50 % d'inactifs,. En  2018, le taux de chômage communal (au sens du recensement) des 15-64 ans est inférieur à celui du département, mais supérieur à celui de la France, alors qu'en 2008 il était inférieur à celui de la France.
La commune est hors attraction des villes,. Elle compte 2 emplois en 2018, contre 3 en 2013 et 2 en 2008. Le nombre d'actifs ayant un emploi résidant dans la commune est de 3, soit un indicateur de concentration d'emploi de 66,7 % et un taux d'activité parmi les 15 ans ou plus de 40 %.
Sur ces 3 actifs de 15 ans ou plus ayant un emploi, 2 travaillent dans la commune, soit 67 % des habitants. Pour se rendre au travail, 66,7 % des habitants utilisent un véhicule personnel ou de fonction à quatre roues et 33,3 % n'ont pas besoin de transport (travail au domicile).

### Activités
Aucun établissement relevant d’une activité hors champ de l’agriculture n’est implanté à La Fajolle au 31 décembre 2019.

#### Entreprises et commerces

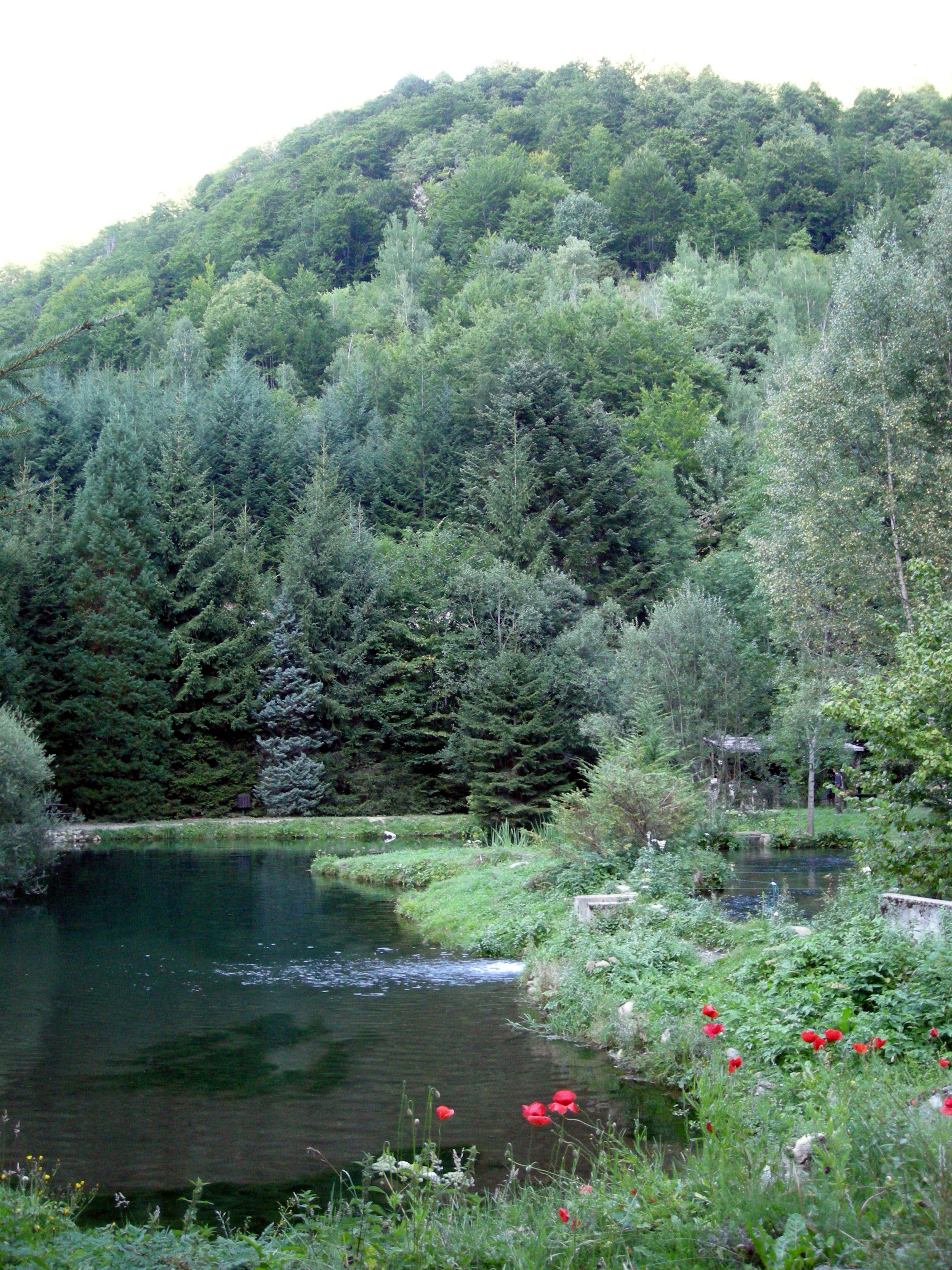
Pêche de loisirs à la pisciculture.

Les ressources locales sont liées à l’exploitation forestière et à l’élevage bovin.
La seule entreprise du village est une pisciculture bio qui approvisionne marchés et restaurants de la région en truites arc-en-ciel ou fario, en saumons de fontaine et en ombles chevaliers. On y vient également en famille pour la pêche de loisirs ou le pique-nique.
L’attrait touristique de la région — panorama et quiétude — fait également de La Fajolle une destination de vacances, notamment pour les amateurs de randonnées et les observateurs de marmottes.
La pharmacie et les commerces les plus proches se situent dans la commune voisine d’Espezel.

### Agriculture
|               | 1988 | 2000 | 2010 | 2020 |
| ------------- | ---- | ---- | ---- | ---- |
| Exploitations | 1    | 1    | 0    | 1    |
| SAU (ha)      | 16   | 11   | 0    | 5    |

La commune est dans le Pays de Sault, une petite région agricole occupant le sud-ouest du département de l'Aude. En 2020, l'orientation technico-économique de l'agriculture  sur la commune est l'élevage d'équidés et/ou d' autres herbivores. Une seule  exploitation agricole ayant son siège dans la commune est recensée lors du recensement agricole de 2020 (un en 1988). La superficie agricole utilisée est de 5 ha,,.

## Culture locale et patrimoine

### Lieux et monuments
L’église Sainte-Madeleine de La Fajolle a été construite au XIXe siècle. Sa cloche date de 1763.
Le village est célèbre pour son fleurissement exceptionnel, renouvelé au fil des ans.

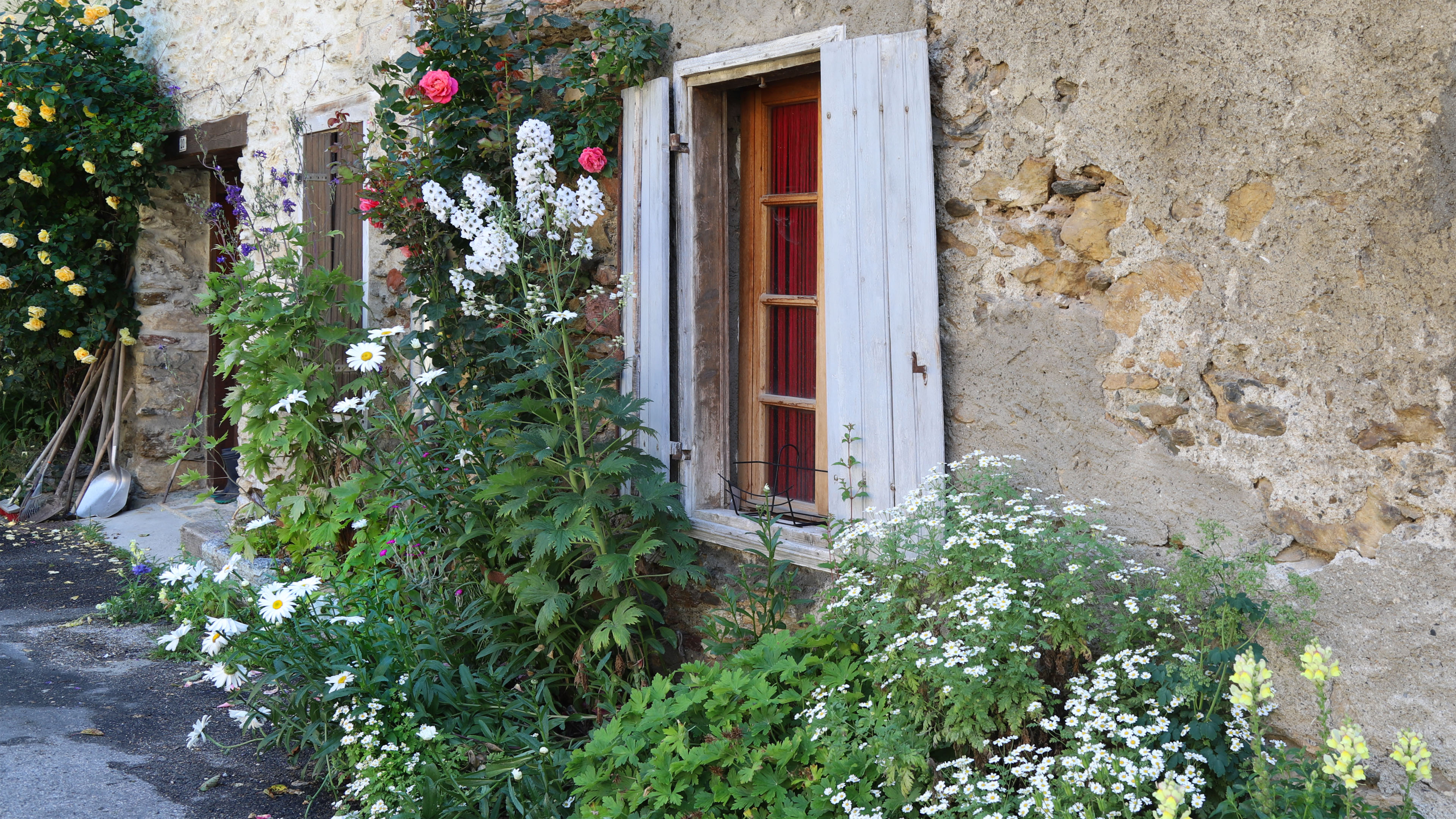
2020.
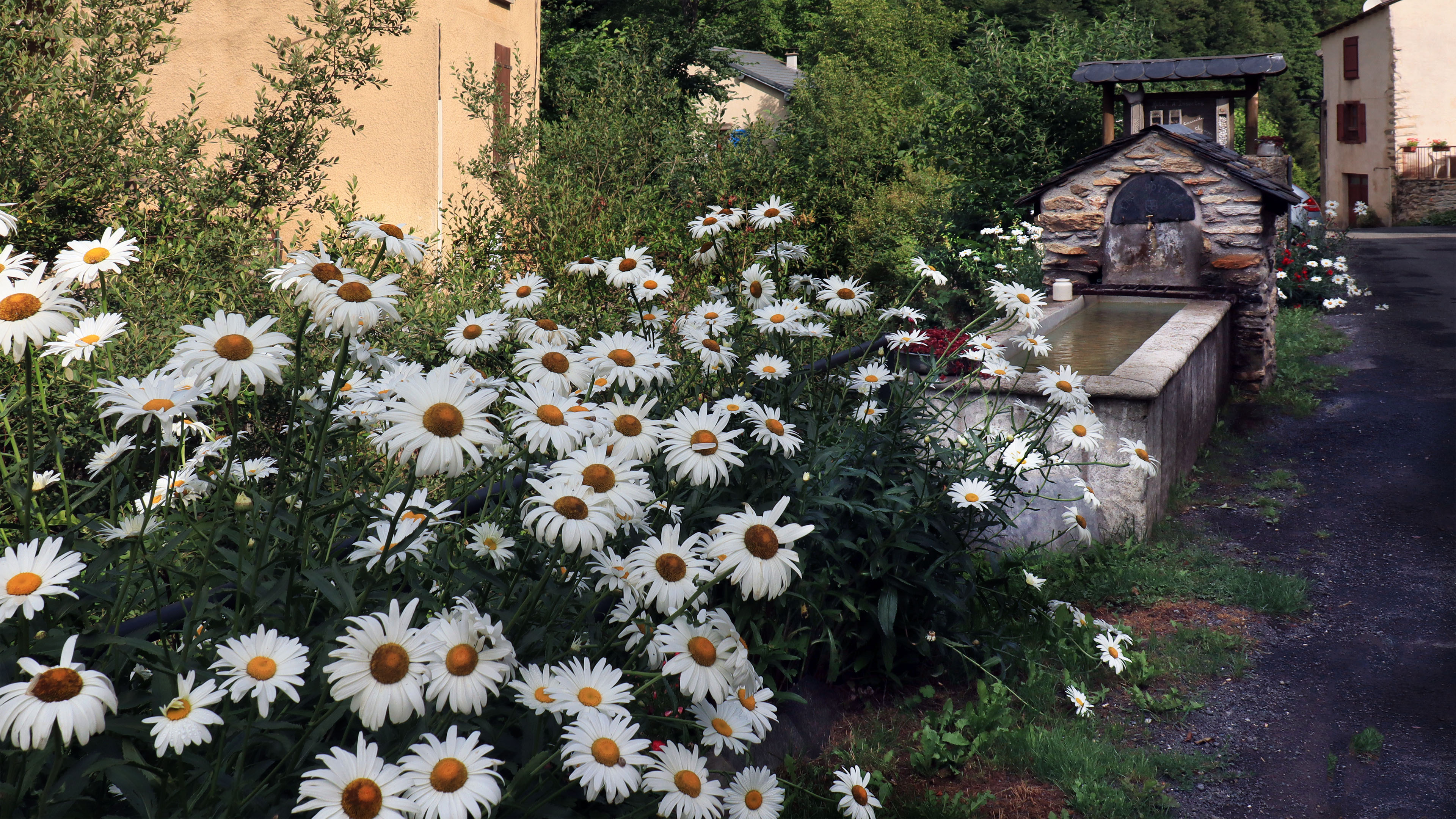
2021.
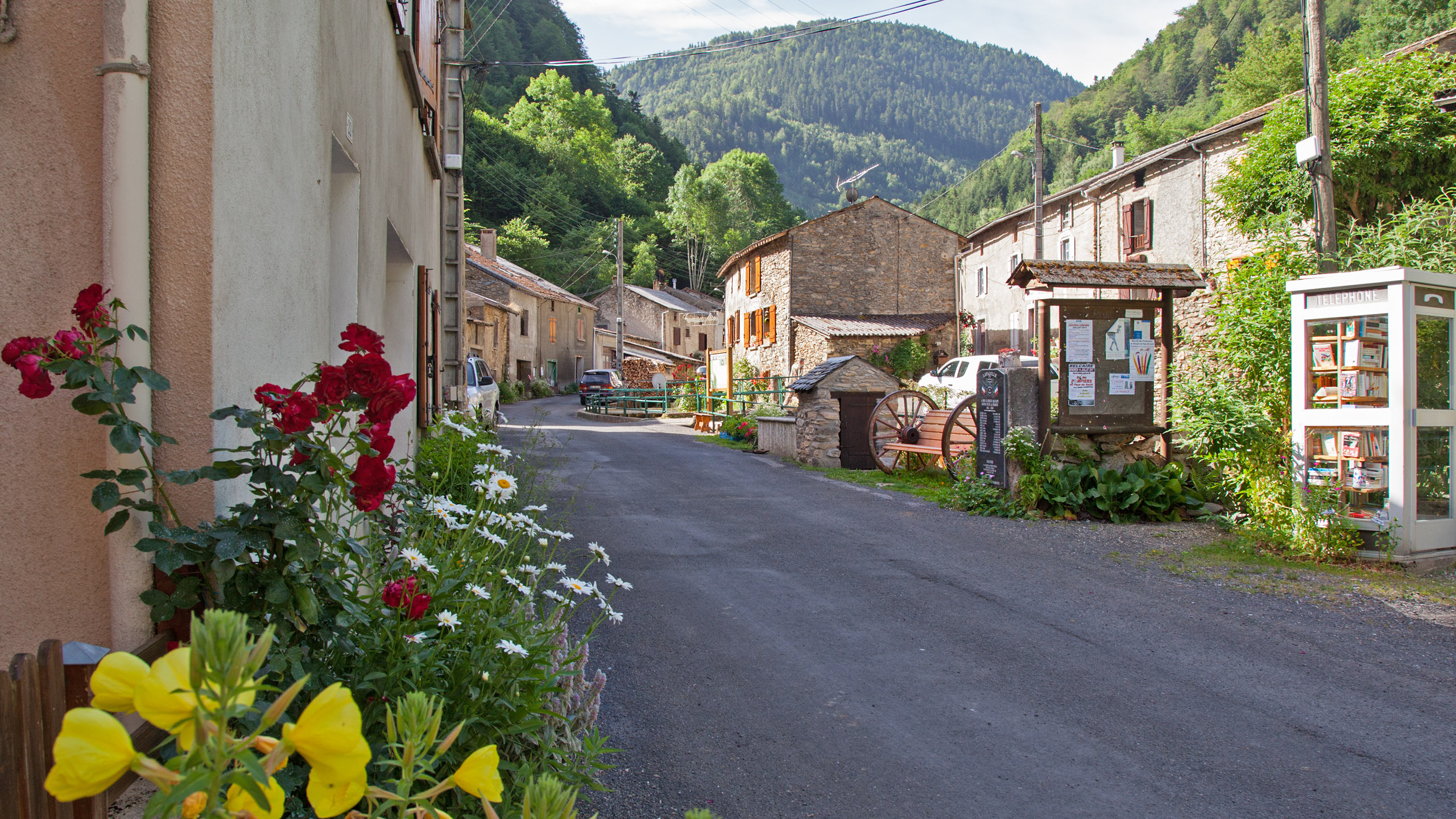
2017.
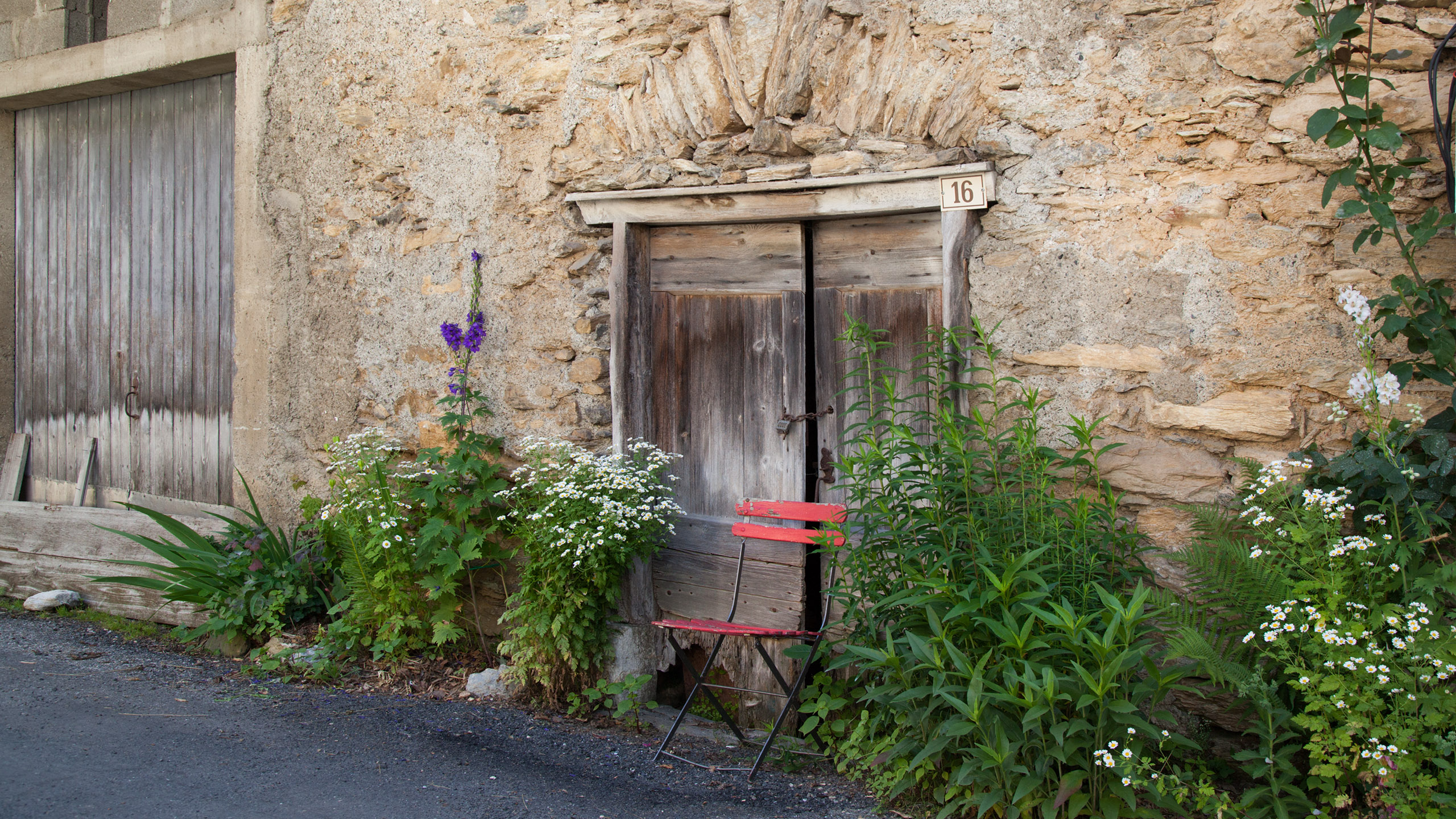
2017.
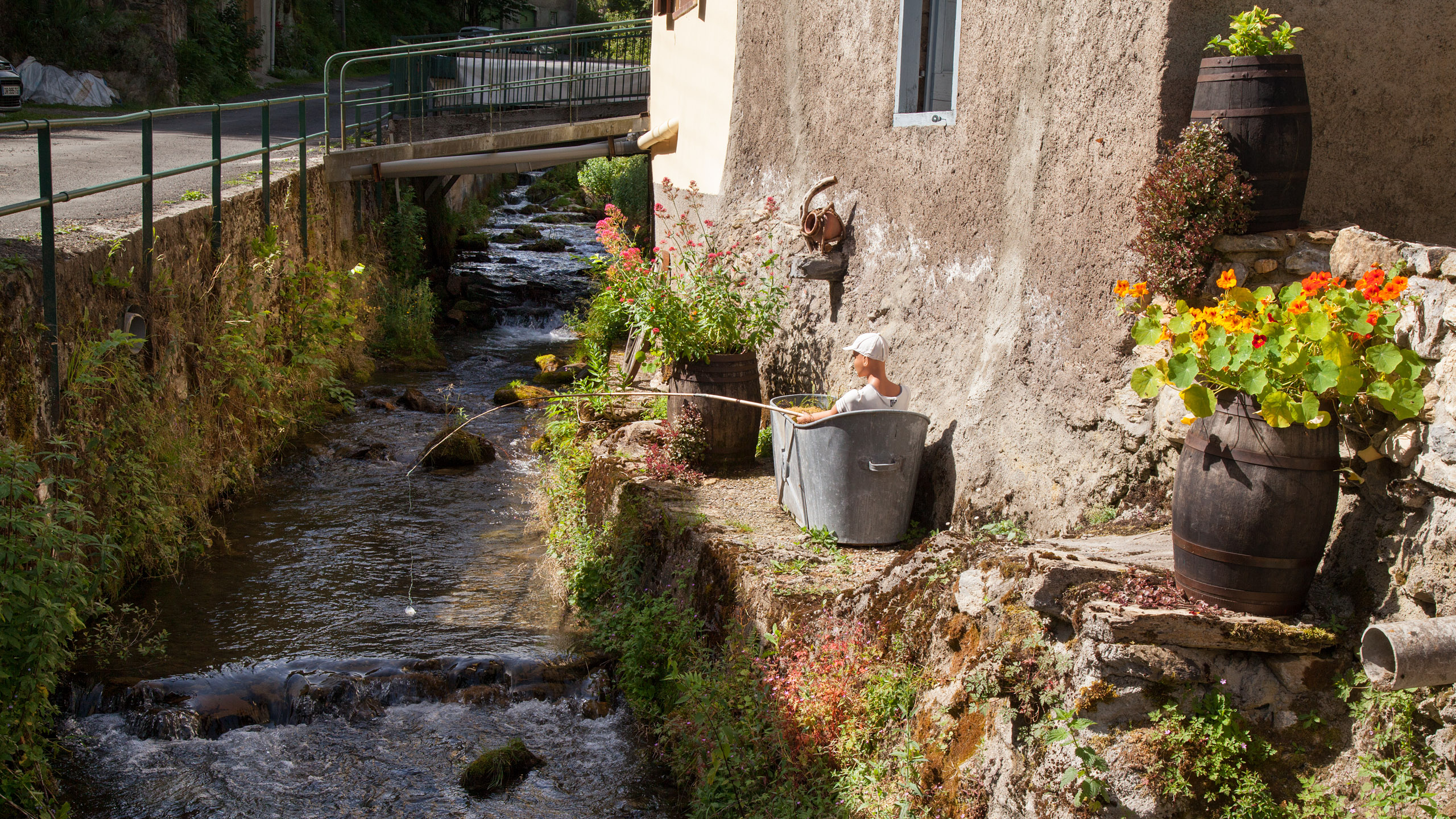
2017.
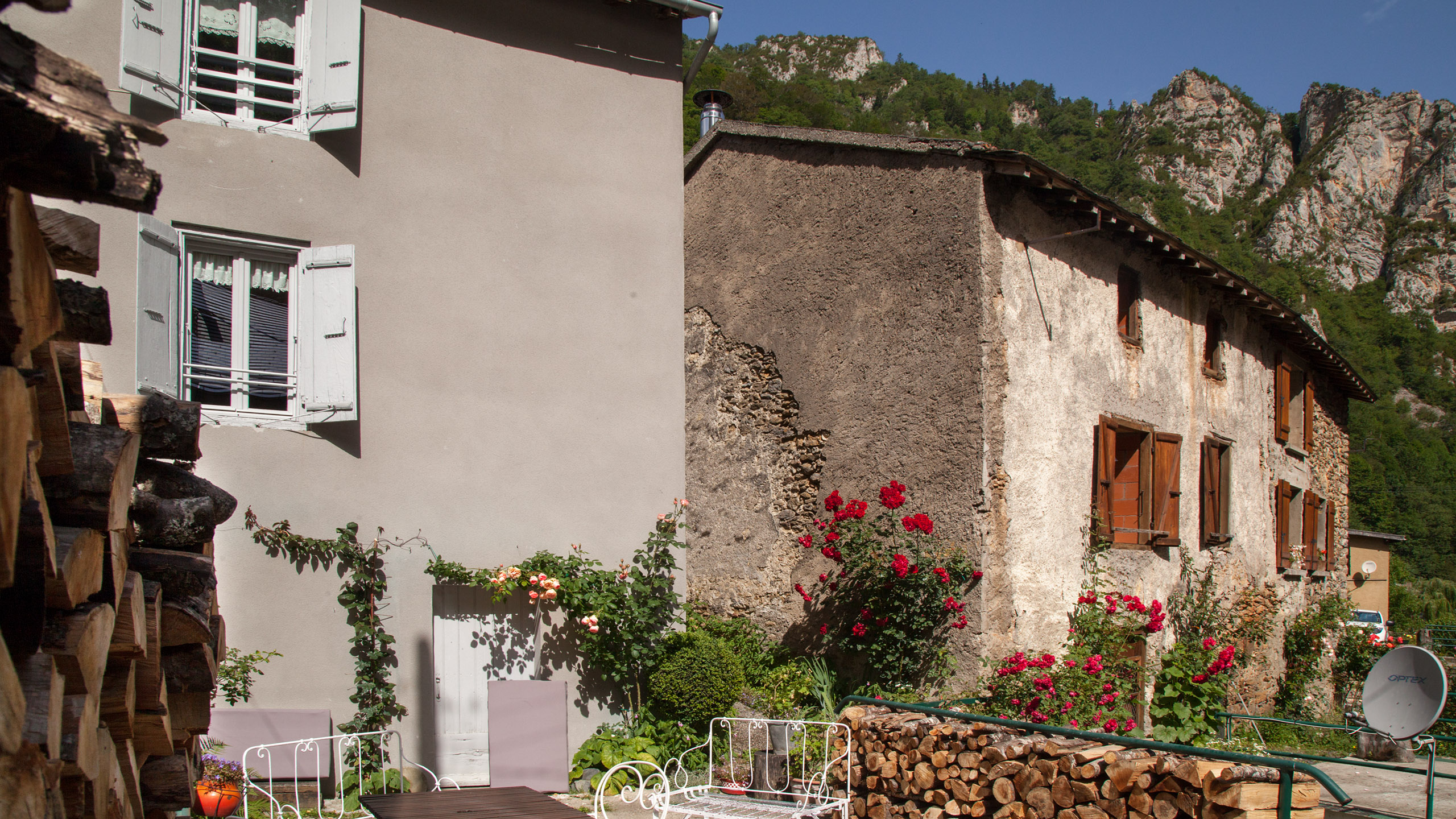
2017.
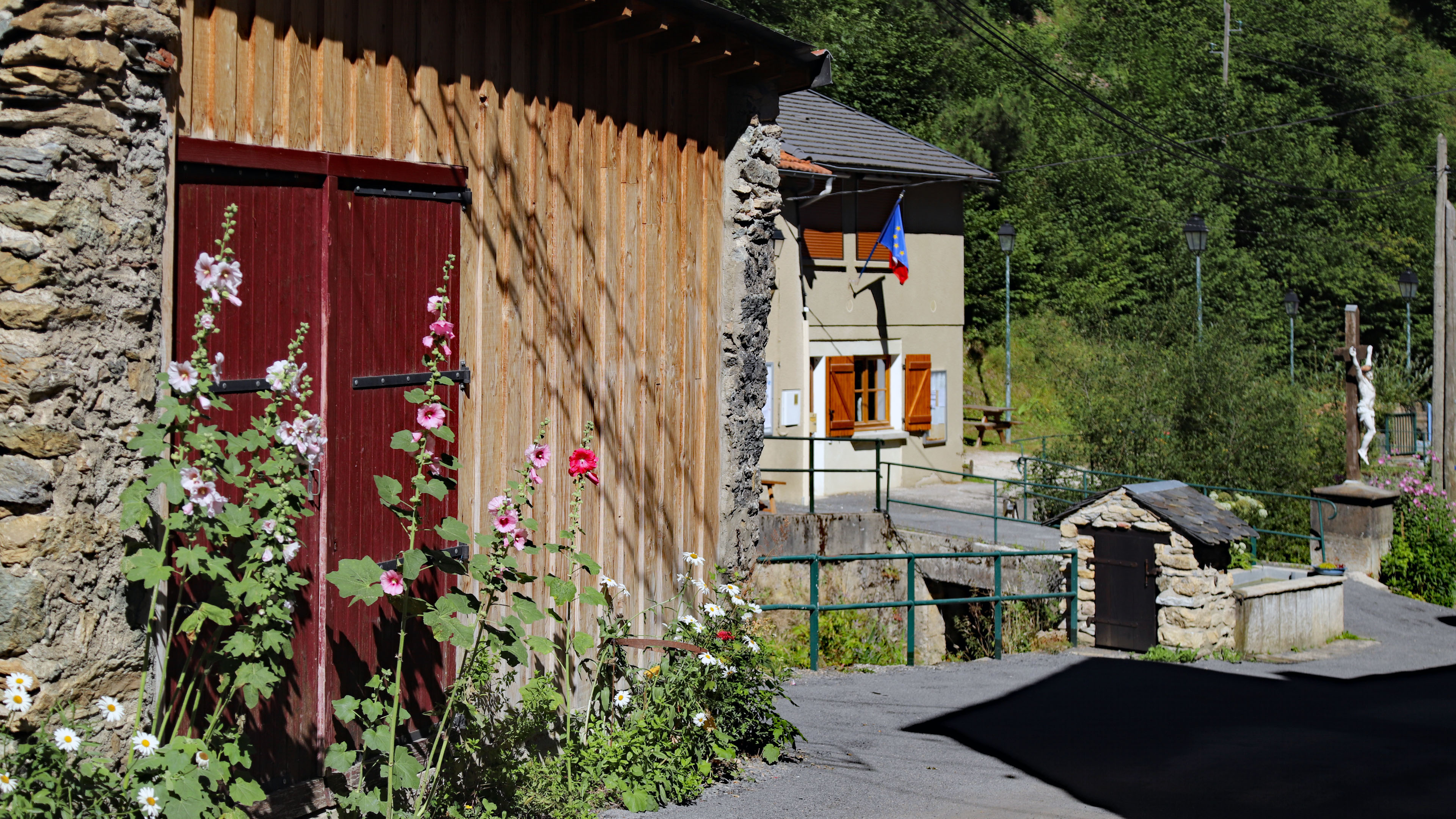
2019.
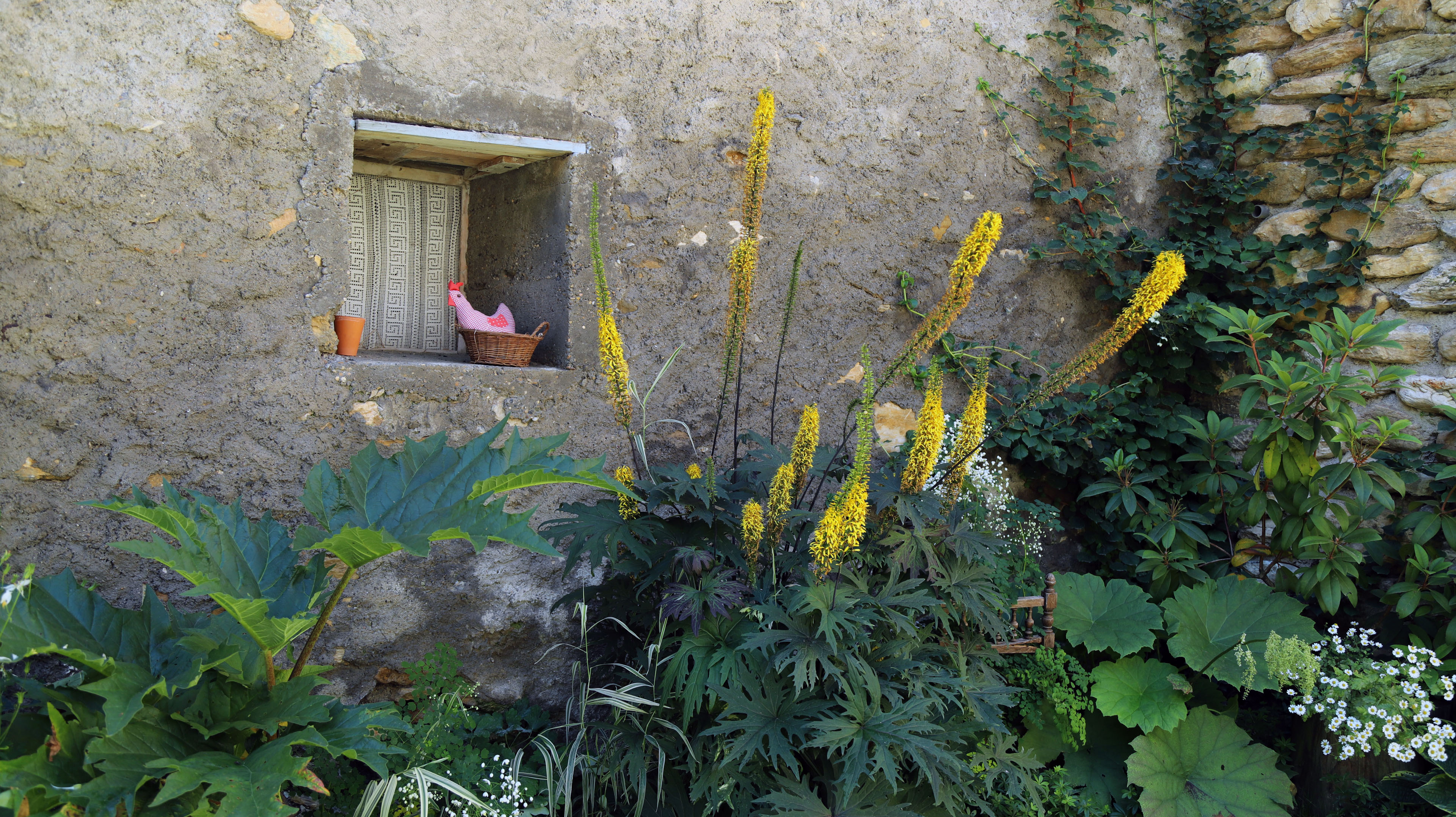
2019.
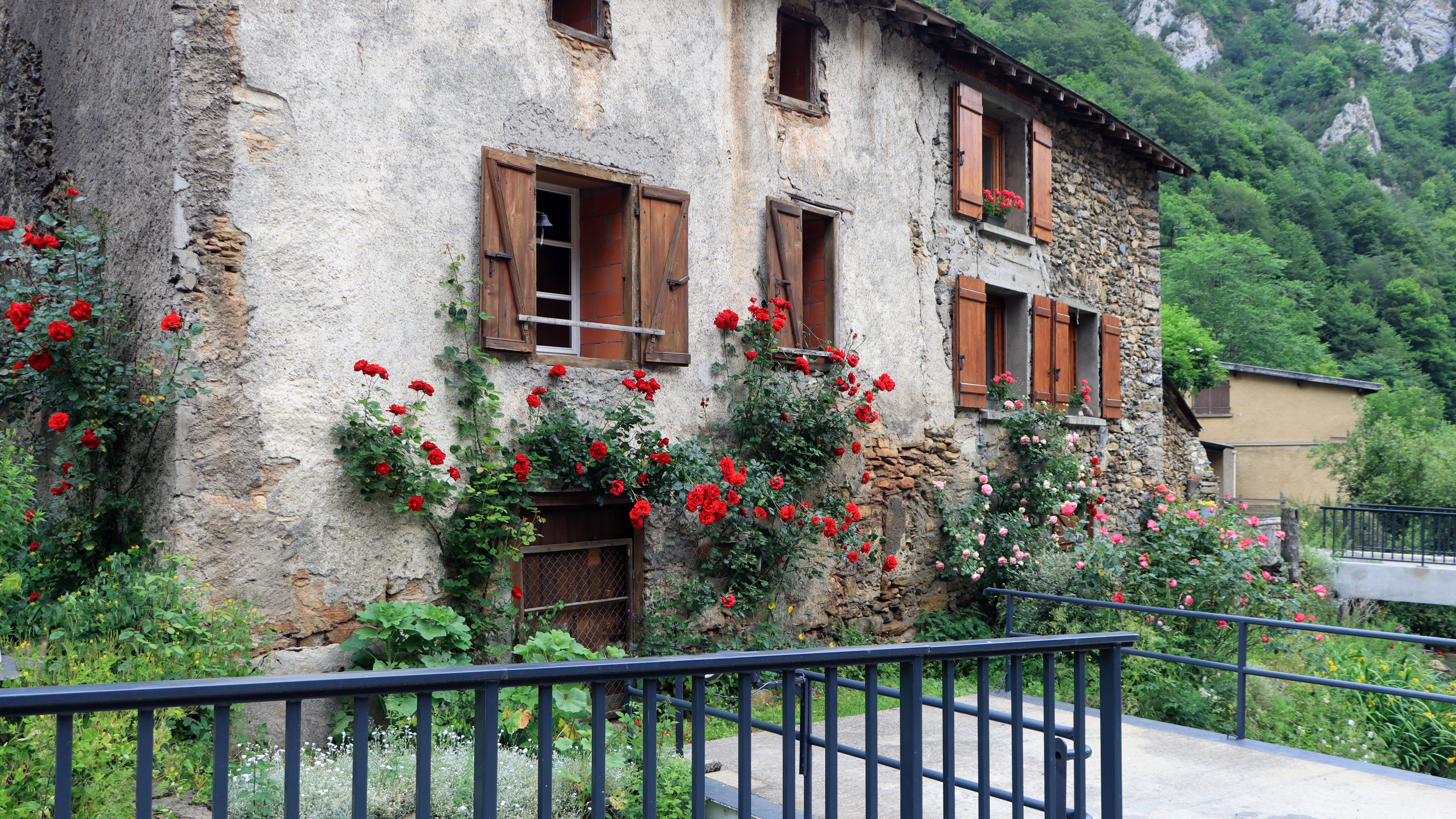
2023
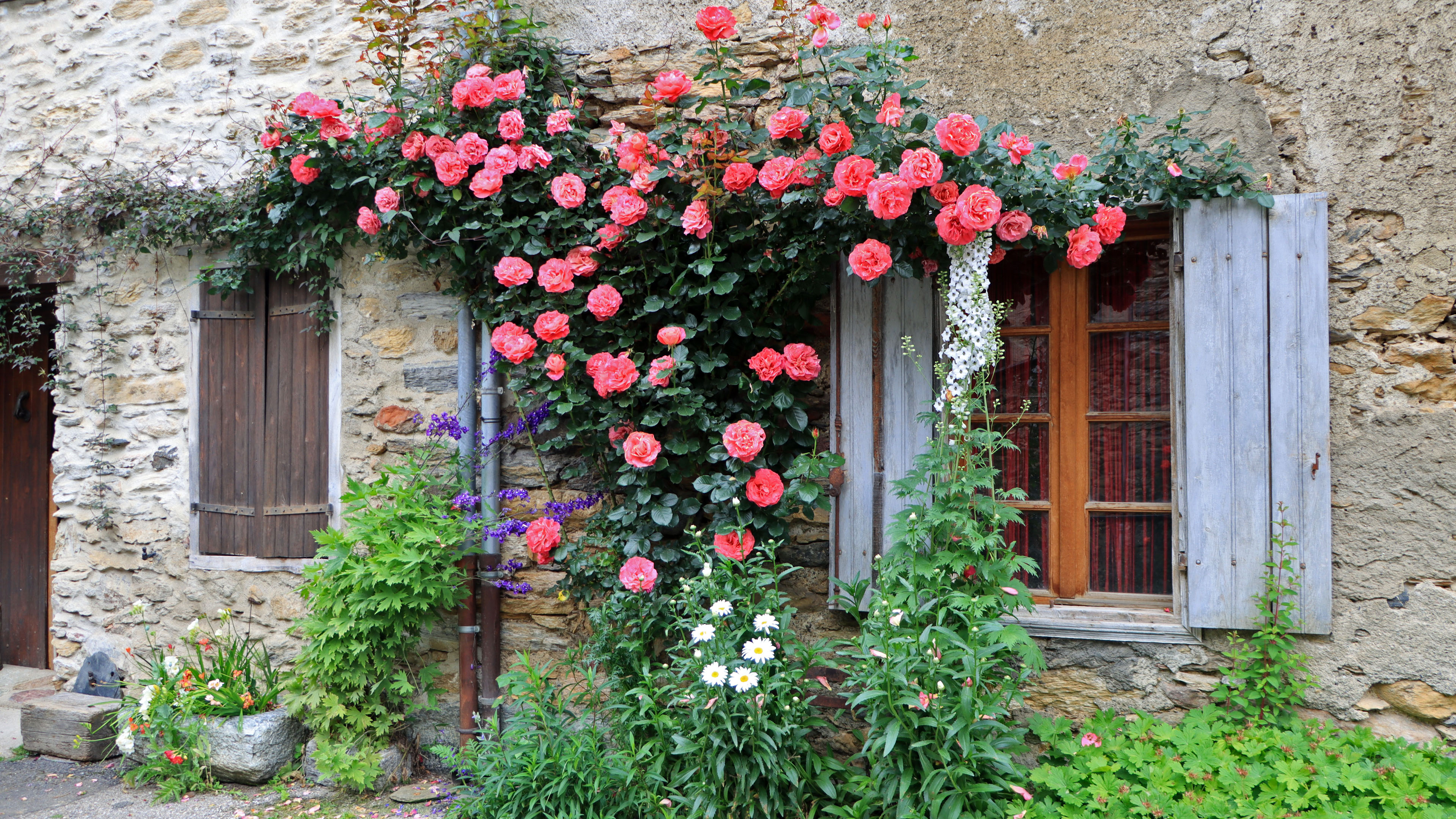
2023

### Personnalités liées à la commune
- Famille de Nègre
- Pierre Moulis (1872-1948), prêtre historiographe du pays de Sault, Résistant, curé de la paroisse.

### Héraldique
| Blason de Fajolle (La) | Blason  | De gueules à la montagne d’or chargée de trois pals d’azur, surmontée d’un besant aussi d’or. |
| Blason de Fajolle (La) | Détails | Le statut officiel du blason reste à déterminer.                                              |